# Madżas
Madżas (arab. مجاص) – wieś w Syrii, w muhafazie Aleppo, w dystrykcie Dżabal Siman. W 2004 roku liczyła 478 mieszkańców.